# Pietro Colonna (letterato)
Pietro Colonna, detto Il Galatino (Galatina, 1460 circa – Roma, 1540 circa), è stato un monaco cristiano, teologo e orientalista italiano.

## Biografia
Pietro Colonna nacque a Galatina, in Puglia in una data imprecisata tra il 1454 e il 1460. Entrò giovanissimo nell'ordine dei frati Minori Osservanti nel Convento di Santa Caterina a Galatina. Studiò lingue orientali a Roma e fu nominato lettore nel Convento di S. Maria in Aracoeli; ricoprì l'incarico di ministro provinciale della Provincia minoritica di S. Nicola a Bari e quello di penitenziere apostolico sotto Leone X.
Oltre al latino e al greco, Galatino conosceva perfettamente l'ebraico che aveva studiato a Roma con il rabbino e scrittore tedesco Elia Levita. Studiò anche l'etiopico sotto la guida di Giovanni Potken.
Galatino morì a Roma intorno al 1540. Suo nipote Lorenzo Mongiò (1550-1630) fu vescovo di Minervino, vescovo ausiliare di Salisburgo e Valencia, arcivescovo di Lanciano e Pozzuoli.

## Opere
Galatino scrisse la sua opera principale, il De Arcanis Catholicae Veritatis, nel 1516. Pubblicata per la prima volta a Ortona nel 1518, l'opera fu scritta da Galatino su richiesta del cardinal Lorenzo Pucci e del papa Leone X e fu dedicata all'imperatore Massimiliano I. Il De Arcanis si inserisce nel quadro della polemica sull'autorità della letteratura rabbinica scoppiata in seguito alla pubblicazione dell'Augenspiegel di Johannes Reuchlin. Nell'opera Galatino prese le difese di Reuchlin. Intenzionato a combattere gli ebrei sul loro stesso terreno, utilizzò la Cabala contro di loro, cercando di convincerli che i loro libri contenevano argomenti comprovanti la verità del cattolicesimo e che, di conseguenza, la loro opposizione al cristianesimo doveva essere considerata nient'altro che ostinazione. Il De Arcanis ha la forma di un dialogo tra Galatino, Reuchlin e l'inquisitore Jacob van Hoogstraaten, O.P. In termini concilianti, Galatino rispondeva alle domande e ai suggerimenti del primo e confutava le obiezioni del secondo. L'opera è in gran parte basata sul Pugio Fidei del domenicano Raimondo Martí, ampliato con abbondanti citazioni dello Zohar e dell'Iggeret ha-sodot dell'ebreo converso Pablo de Heredia.
In una lunga lettera a Paolo III (MS. Vat. Libr., cod. Ottob. Lat. 2366, fol. 300-308) Galatino si difese con veemenza dall'accusa di aver falsificato quest'ultimo libro, da lui ritenuto opera di Rabbenu HaQadosh. Galatino era consapevole, non meno dei suoi critici, che il De Arcanis aveva molti difetti, sia nella materia che nella forma, e pregò i suoi lettori di considerare che era stato costretto a terminarlo nel giro di un anno e mezzo. L'opera divenne molto popolare e fu più volte ripubblicata (Basilea 1550, 1561; Parigi 1603; Francoforte 1572, 1603, 1612, 1676).
Per il resto la grande cultura di Galatino e la sua profonda conoscenza dell'aramaico, del greco, e dell'ebraico sono pienamente dimostrate dai suoi numerosi scritti, rimasti per lo più inediti. Con un linguaggio audace, Galatino protesta con forza contro la corruzione del clero e discute la questione della riforma. Durante la redazione del De Vera Theologia, fu colpito da grave malattia, ma, avendo fatto voto di difendere nella sua opera la dottrina dell'Immacolata Concezione della Beata Vergine Maria, recuperò all'istante la salute (MSS. 52, 54, 60, St. Isidore's Coll.).
Nel 1539, Paolo III, lasciò con una Bolla in eredità le opere manoscritte di Galatino, al Convento di S. Maria in Aracoeli ordinando che venissero custodite con particolare attenzione. I manoscritti sono oggi conservati in vari archivi romani. Molte sue opere manoscritte sono presso la Biblioteca Apostolica Vaticana; tra queste si segnala il De ecclesia restituta e il De pastore angelico. Gli viene attribuita anche la paternità della Apocalypsis Nova.

## Opere (selezione)
- (LA) Pietro Colonna, Oratio de circumcisione dominica magistri Petri Galatini, 1515. URL consultato l'8 giugno 2019.
- (LA) Pietro Colonna, De Arcanis Catholicae veritatis, Ortona, Hieronymus Suncinus, 1518. URL consultato l'8 giugno 2019.